# نورت ادواردز (کالیفرنیا)
نورت ادواردز (به انگلیسی: North Edwards) یک منطقهٔ مسکونی در ایالات متحده آمریکا است که در شهرستان کرن، کالیفرنیا واقع شده است. نورت ادواردز ۳۳٫۰۱۲ کیلومتر مربع مساحت و ۱٬۰۵۸ نفر جمعیت دارد و ۶۹۹ متر بالاتر از سطح دریا واقع شده است.